# Highland Park (Floride)
Pour les articles homonymes, voir Highland Park.
Highland Park est une ville américaine située dans le comté de Polk en Floride.

## Démographie
| 2000 | 2010 | - | - | - | - |
| ---- | ---- | - | - | - | - |
| 244  | 230  | - | - | - | - |

Selon le recensement de 2010, Highland Park compte 230 habitants. La municipalité s'étend sur 1,15 milles carrés (2,98 km2), dont 0,48 milles carrés (1,24 km2) de terres.